# Фатос Мучо
Фатос Мучо (алб. Fatos Muço; нар. 17 квітня 1949) – албанський шахіст, міжнародний майстер від 1982 року.

## Кар'єра шахіст
Рекордсмен Албанії за кількістю завойованих золотих медалей в особистих першостях країни: між 1974 і 1989 роком на найвищому п'єдесталі побував 11 разів. Неодноразово представляв Албанію на командних змаганнях, зокрема: шість разів на шахових олімпіадах (1972, 1980, 1982, 1984, 1988, 1990) і чотири рази на BŁĄD. 1989 року переміг на турнірі Акрополіс Інтернешнл-B в Афінах.
Найвищий рейтинг Ело в кар'єрі мав станом на 1 січня 1991 року, досягнувши 2460 очок займав тоді 1-ше місце серед албанських шахістів. Починаючи 1996 року не виступає на турнірах під егідою ФІДЕ.